# Hôtel de Lillebonne

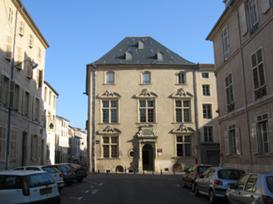
Hôtel de Lillebonne in Nancy

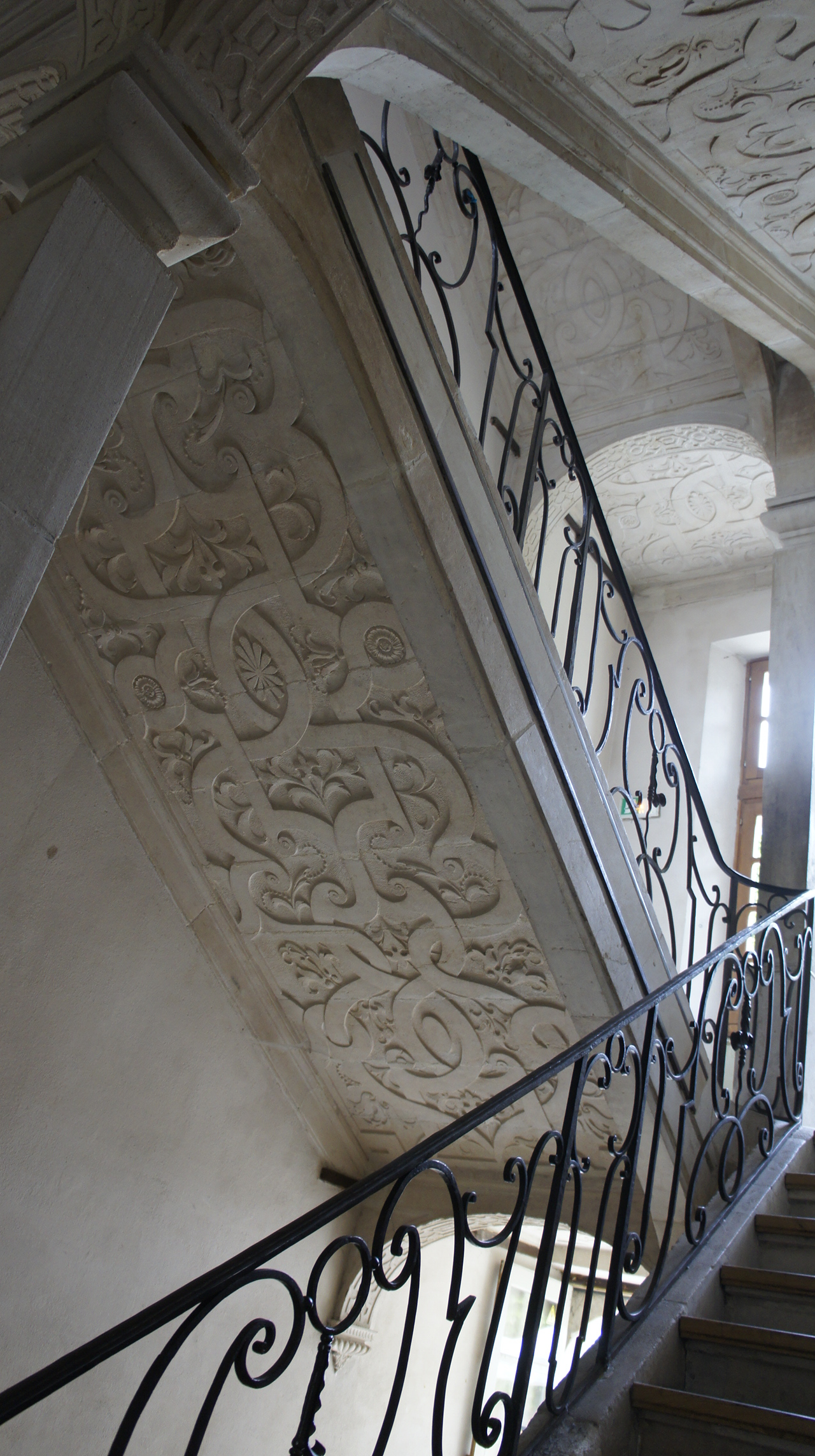
Treppenhaus

Das Hôtel de Lillebonne in Nancy, der Hauptstadt des Départements Meurthe-et-Moselle in Frankreich, wurde im 16. Jahrhundert errichtet. Das Hôtel particulier an der Rue du Cheval Blanc Nr. 14, an der Ecke zur Rue de la Source, ist als Monument historique klassifiziert.

## Beschreibung
Das Gebäude im Stil der Renaissance besitzt einen quadratischen Grundriss von circa 15 Meter Seitenlänge. Es wird von einem mit Schiefer gedeckten Walmdach abgeschlossen. Das Portal wird von zwei eingestellten Säule gerahmt und von einer Supraporte geschmückt. Die Säulen ruhen auf 1,50 Meter hohen Sockeln. Die Fenster aller Geschosse sind mit Hausteinen gerahmt und im Erdgeschoss und im ersten Obergeschoss von gesprengten Giebeln bekrönt. Drei Gargouilles aus Stein mit Blattdekor schmücken den Dachabschluss. Im Inneren sind eine Renaissancetreppe und Stuckdecken erhalten.